# Bill Burr
William Frederick Burr, detto Bill (Canton, 10 giugno 1968), è un comico e attore statunitense.

## Biografia
Burr è nato a Canton, nel Massachusetts, ed è di origini tedesche e irlandesi. Ha frequentato l'Emerson College, dove si è specializzato nella radio.
A partire dal 1996 ha lavorato in diversi progetti televisivi e cinematografici, e si è esibito in programmi come Late Show with David Letterman, Late Night with Conan O'Brien e The Tonight Show with Conan O'Brien. Nel 2004 è apparso in cinque puntate dello Chappelle's Show, e nel settembre del 2004 è stato trasmesso da HBO il suo spettacolo One Night Stand. Burr ha anche partecipato come ospite al programma radiofonico Opie and Anthony Show su XM Satellite Radio. Insieme a quelle degli altri comici dell'Opie & Anthony Show, la voce di Burr è stata inserita nel videogioco Grand Theft Auto IV, nel ruolo di Jason Michaels, oltre che nell'espansione The Lost and Damned.
Lo spettacolo di Burr Let It Go è stato registrato al The Fillmore di San Francisco ed è stato trasmesso da Comedy Central il 29 settembre 2010. Il suo successivo spettacolo, You People Are All The Same, è stato reso disponibile nel 2012 da Netflix.
Tra il 2010 e il 2013, Burr è apparso nei film Notte folle a Manhattan, Uomini di parola e Corpi da reato, e ha recitato nel ruolo di Kuby nella quarta e quinta stagione della serie televisiva Breaking Bad.
Dal 2013 è sposato con Nia Renee Hill. Nel 2017 è nata la loro prima figlia, Lola.

## Filmografia

### Attore

#### Cinema
- Perfect Fit, regia di Donald P. Borchers (2001)
- Passionada, regia di Dan Ireland (2002)
- Twisted Fortune, regia di Victor Varnado (2007)
- Notte folle a Manhattan (Date Night), regia di Shawn Levy (2010)
- Uomini di parola (Stand Up Guys), regia di Fisher Stevens (2012)
- Corpi da reato (The Heat), regia di Paul Feig (2013)
- Una notte in giallo (Walk of Shame), regia di Steven Brill (2014)
- Black or White, regia di Mike Binder (2014)
- Daddy's Home, regia di Sean Anders e John Morris (2015)
- Daddy's Home 2, regia di Sean Anders e John Morris (2017)
- The Front Runner - Il vizio del potere (The Front Runner), regia di Jason Reitman (2018)
- Il re di Staten Island (The King of Staten Island), regia di Judd Apatow (2020)
- Io e Lulù (Dog), regia di Channing Tatum e Reid Carolin (2022)
- Old Dads, regia di Bill Burr (2023)
- Unfrosted - Storia di uno snack americano (Unfrosted), regia di Jerry Seinfeld (2024)

#### Televisione
- Townies - serie TV, 15 episodi (1996)
- Due ragazzi e una ragazza (Two Guys, a Girl and a Pizza Place) - serie TV, episodio 1x08 (1998)
- Law & Order: Criminal Intent - serie TV, episodio 1x19 (2002)
- Playing Chicken, regia di John Pasquin - film TV (2007)
- The Burr Effect, regia di Brian Spitz - film TV (2009)
- Breaking Bad - serie TV, 5 episodi (2011-2013)
- New Girl - serie TV, episodio 2x20 (2013)
- Maron - serie TV, 1 episodio (2014)
- Kroll Show - serie TV, 6 episodi (2014-2015)
- F Is for Family - serie TV, 36 episodi (2015-) - voce
- The Mandalorian - serie TV, 2 episodi (2020)

### Doppiatore
- The Guilty, regia di Antoine Fuqua (2021)
- Leo, regia di Robert Marianetti, Robert Smigel e David Wachtenheim (2023) - voce di Squirtle

## Discografia
- 2003 - Emotionally Unavailable (CD)
- 2007 - Emotionally Unavailable: Expanded Edition (CD)
- 2008 - Why Do I Do This? (CD/DVD/Netflix)
- 2010 - Let It Go (CD/DVD/Netflix)
- 2012 - You People Are All The Same (Netflix e download)
- 2014 - I'm Sorry You Feel That Way (Netflix)
- 2014 - Live at Andrew's House (edizione limitata in vinile)

## Doppiatori italiani
Nelle versioni in italiano delle opere in cui ha recitato, Bill Burr è stato doppiato da:
- Alessandro Quarta in Breaking Bad (st. 5), Corpi da reato
- Roberto Certomà in Black or White, Daddy's Home
- Fabrizio Odetto in Law & Order: Criminal Intent
- Alessandro Budroni in Breaking Bad (ep. 4x03)
- Raffaele Palmieri in Breaking Bad (ep. 4x11)
- Sergio Lucchetti in New Girl
- Franco Mannella in The Front Runner - Il vizio del potere
- Christian Iansante in The Mandalorian
- Stefano Billi in Una notte in giallo
- Gianfranco Miranda in Il re di Staten Island
- Stefano Alessandroni in Io & Lulu
- Raffaele Proietti in Old Dads
- Simone D'Andrea in Unfrosted - Storia di uno snack americano

Da doppiatore è sostituito da:
- Antonio Giuliani in F is for Family
- Franco Mannella in Leo